# مسجل كهربائية القلب المحمول

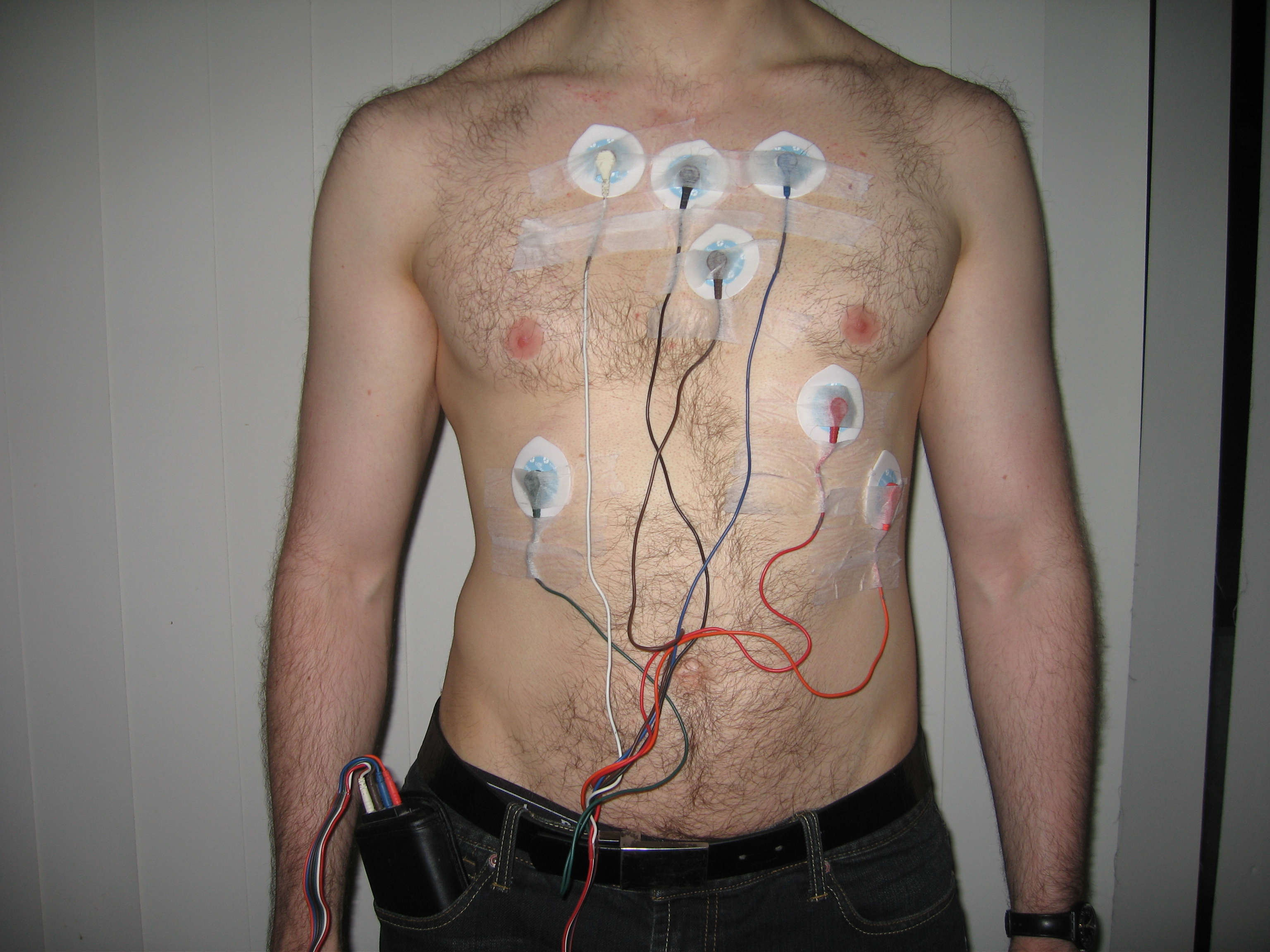

تشير مراقبة القلب بشكل عام إلى المراقبة المستمرة أو المتقطعة لنشاط القلب، بشكل عام عن طريق تخطيط القلب، مع تقييم حالة المريض بالنسبة لإيقاع القلب. وهي تختلف عن مراقبة الدورة الدموية، التي تراقب ضغط وتدفق الدم داخل نظام القلب والأوعية الدموية. يمكن إجراء الاثنين في وقت واحد على مرضى القلب الحرج. تُعرف مراقبة القلب بجهاز صغير يرتديه مريض متنقل (واحد جيد بما يكفي للتجول) باسم تخطيط القلب الكهربائي المتنقل (مثل جهاز هولتر، أو تخطيط القلب اللاسلكي المتنقل، أو مسجل الحلقة القابل للزرع). يُعرف نقل البيانات من شاشة إلى محطة مراقبة بعيدة باسم القياس عن بُعد أو القياس الحيوي.
تركز مراقبة القلب في وضع الضعف الجنسي بشكل أساسي على مراقبة عدم انتظام ضربات القلب واحتشاء عضلة القلب ومراقبة فترة QT. إنها أداة تشخيصية غير جراحية ويتم تصنيف المراقبة بواسطة نظام التصنيف الذي طورته لجنة رعاية القلب في حالات الطوارئ بالكلية الأمريكية لأمراض القلب.
الفئات المختلفة هي كما يلي:
الفئة الأولى: يشار إلى مراقبة القلب في جميع المرضى أو معظمهم.
الفئة الثانية: قد تكون مراقبة القلب مفيدة، لكنها ليست ضرورية.
الفئة الثالثة: لا يُشار إلى مراقبة القلب لأن خطر الحدث الخطير للمريض منخفض. لن يكون للمراقبة فائدة علاجية.

## الخدمات الطبية الطارئة
هذا القسم لا يذكر أي مصادر. الرجاء المساعدة في تحسين هذا القسم عن طريق إضافة اقتباسات إلى مصادر موثوقة. مواد لم تنسبه إلى مصدر يجوز الطعن وإزالتها. (أغسطس 2019) (تعرف على كيفية ووقت إزالة رسالة القالب هذه)
في إعداد الرعاية الطبية الحادة خارج المستشفى، تستخدم خدمات الإسعاف ومقدمو خدمات الطوارئ الطبية الأخرى أجهزة مراقبة القلب لتقييم إيقاع قلب المريض. إن مقدمي الخدمة المرخصين أو المعتمدين على مستوى المسعفين مؤهلين لتفسير تخطيط كهربية القلب. يمكن بعد ذلك استخدام المعلومات التي تم الحصول عليها من تخطيط كهربية القلب لتوجيه علاج المريض في مرفق رعاية، لا سيما في مختبرات القسطرة.

## في قسم الطوارئ
في قسم الطوارئ، تعتبر مراقبة القلب جزءًا من مراقبة العلامات الحيوية في طب الطوارئ، وتشمل عمومًا تخطيط القلب.

### مراقب / مزيل الرجفان
غالبًا ما تشتمل بعض أجهزة مراقبة المريض الرقمية، خاصة تلك المستخدمة في خدمات EMS، على مزيل الرجفان في جهاز مراقبة المريض نفسه. عادةً ما تتمتع أجهزة المراقبة / أجهزة إزالة الرجفان هذه بالقدرات العادية لشاشة وحدة العناية المركزة، ولكنها تتمتع بإمكانية إزالة الرجفان اليدوي (وعادةً ما تكون شبه آلية بالدرهم الإماراتي). هذا جيد بشكل خاص لخدمات EMS، الذين يحتاجون إلى جهاز مراقبة وجهاز إزالة رجفان مدمج وسهل الاستخدام، وكذلك لنقل المرضى. تتمتع معظم أجهزة تنظيم ضربات القلب أيضًا بإمكانية الإنظام عبر الجلد عبر جهاز AED كبير مثل الضمادات اللاصقة (والتي يمكن استخدامها غالبًا للمراقبة وإزالة الرجفان والإنظام) التي تطبق على المريض في التكوين الأمامي الخلفي. غالبًا ما تحتوي وحدات مزيل الرجفان في الشاشة على معلمات مراقبة متخصصة مثل تخطيط شكل الموجة، وضغط الدم الغازي، وفي بعض الشاشات، مقياس التأكسج النبضي Masimo Rainbow SET. أمثلة على أجهزة تنظيم ضربات القلب هي Lifepak 12 و15 و20 المصنوعة بواسطة Physio Control وPhilips Heartstart MRx من ZOLL Medical.

## الاستخدامات
يُستخدم الجهاز لرصد أية حالات عدم انتظام كهربائية القلب، إذ غالباً ما تحدث هذه الحالات بدون أن يلاحظها المريض. يستخدم الجهاز أيضاً لمراقبة تطور بعض الأمراض وفاعلية بعض الأدوية.

## نصائح قبل الاستخدام
ينصح بالاستحمام قبل موعد تركيب الجهاز، وينبغي عدم استخدام أية مستحضرات مرطبة على مكان تركيب الجهاز. حافظ على الجهاز جافاً لتجنب إتلافه.